# Bartosz Marcinkowski
Bartosz Szymon Marcinkowski – polski specjalista w zakresie ekonomii i informatyki, profesor uczelni oraz kierownik Katedry Informatyki Ekonomicznej Wydziału Zarządzania Uniwersytetu Gdańskiego. Profesor Polsko-Japońskiej Akademii Technik Komputerowych.

## Życiorys
W 2003 ukończył studia magisterskie z zakresu informatyki ekonomicznej na Wydziale Zarządzania Uniwersytetu Gdańskiego, a 2 lata później — studia magisterskie z zakresu finansów międzynarodowych i bankowości na Wydziale Ekonomicznym Uniwersytetu Gdańskiego. Trener instruktorów Cisco Networking Academy oraz szkoleniowiec Asseco Data Systems. W 2011 obronił napisaną pod kierunkiem Stanisława Wryczy pracę doktorską Modelowanie procesów biznesowych w firmach deweloperskich z wykorzystaniem języka UML oraz notacji BPMN. W 2019 habilitował się na podstawie osiągnięcia naukowego zatytułowanego Organizacyjne i technologiczne wyzwania w zakresie rozwoju rozwiązań IT globalizujących się podmiotów z sektora Facility Management. Od 2022 kieruje Katedrą Informatyki Ekonomicznej na Wydziale Zarządzania Uniwersytetu Gdańskiego.
Prodziekan ds. Nauki Wydziału Zarządzania Uniwersytetu Gdańskiego w kadencji 2024–2028.